# Bubble Bobble (serie)
- Serie:
  - Bubble Bobble (1986)
  - Rainbow Islands: The Story of Bubble Bobble 2 (1987)
  - Rainbow Islands Extra Version (1988)
  - Parasol Stars (1991) :Publicado originalmente para PC-Engine/TurboGrafx-16, fue convertido para NES (solo en Europa), Amiga, Atari ST, y Game Boy (solo en Europa)
  - Bubble Bobble Part 2 (1993, Nintendo Entertainment System, Game Boy)
  - Bubble Bobble II (World) / Bubble Symphony (Europe, Japan, U.S.) (1994, Arcade, Sega Saturn (sólo en Japón))
  - Bubble Memories: The Story of Bubble Bobble III (1995, Arcade)
  - Bubble Bobble 4 Friends (2019, Nintendo Switch)
  - Bubble Bobble: Sugar Dungeons (2025, Nintendo Switch)

- Distintas:
  - Puzzle Bobble (todas las consolas)
  - Rainbow Islands - Putty's Party (2000, Bandai Wonderswan)
  - Rainbow Islands Revolution (2005, Nintendo DS)
  - Bubble Bobble Revolution (2005, Nintendo DS)
  - Bubble Bobble Evolution (2006, PlayStation Portable)
  - Rainbow Islands Evolution (2007, PlayStation Portable)
  - Bubble Bobble Double Shot (2007, Nintendo DS)
  - Bubble Bobble Plus! (2009 WiiWare) también conocido como Bubble Bobble Neo! (2009 Xbox Live Arcade)
  - Rainbow Islands: Towering Adventure! (2009, WiiWare, Xbox Live#Xbox Live Arcade)

- Datos: Q10437156